# 刘健 (羽毛球运动员)
刘健（1983年1月12日—），女，中國羽毛球運動員，現已退役。

## 簡歷
2003年3月，刘健代表广东三星羽毛球队参加湖北宜昌举行的全国羽毛球冠军赛，在女單決賽中以2比0战胜青岛队的陈兰婷，贏得冠军。
2009年10月，刘健代表广东参加第十一屆全運會羽毛球女子單打比賽，在女單銅牌戰中以2比1战胜湖北的李雯，获得铜牌。她在全運會後宣布退役。

## 主要比賽成績
只列出曾進入準決賽的國際賽事成績：
| 年份   | 賽事                 | 項目     | 成績   |
| ------ | -------------------- | -------- | ------ |
| 2004年 | 法國羽毛球公開賽     | 女子單打 | 準決賽 |
| 2009年 | 泰國羽毛球黃金大獎賽 | 女子單打 | 冠軍   |